# Будин зуб (реликвија)
Света реликвија - Будин зуб (Buddh-dantya) је предмет поштовања у Шри Ланки као земни остатак оснивача будизма.

## Историјат

### Будин зуб у Индији
Према шриланканској легенди, када је Буда преминуо, његово тело је кремирано на ломачи од сандаловине у месту Кусинара у Индији а његов леви кутњак је арахант Кхема извадио из ватре. Кхема га је дао краљу Брамадату за одавање поштовања. Зуб је постао краљевско наслеђе у Брамадатовој земљи и чуван је у граду Дантапури (данашњи Пури у Ориси).
Ширило се веровање да је онај који је поседовао ову свету реликвију имао божанско право да влада земљом. Вођени су ратови да би се дошло у посед реликвије. Осам стотина година након Будине смрти, у 4. веку, зуб је постао власништво краља Гусева из Калинге (данашња област Ориса).
Краљ је постао будиста са израженим поштовањем према зубу – светој реликвији. Ово је изазвало незадовољство међу становницима краљевства, који су се обратили краљу Пандуу известивши га да је краљ Гусева престао веровати у бога а своју духовну наклоност оријентисао према зубу-реликвији.
Краљ Панду је одлучио да уништи реликвију и наредио да му се она донесе. Легенда каже да се доношењем реликвије пред краља догодило чудо које је и овог краља преобратило у будизам.
Када је краљ Ксерадара за ово сазнао, отишао је да би војском напао краља Панду у граду Палалус. Освајачи су поражени и не приближивши се граду а краљ Ксерадара је изгубио живот.
Принц из града Удении који је постао будиста и сам је постао поштовалац ове свете реликвије. Краљ Гуасева је био задовољан њиме и одобрио му је брак са својом ћерком. Принц је био познат по имену Данта а принцеза као Хемамла.
Сазнавши да је краљ Ксерадра погинуо у рату, његови синови су мобилисали велику војску да би поразили краља Гуасева и униште реликвију. Ушли су у град, али је краљ Гуасева тајно послао зета Данта и ћерку Хамамлу да изнесу реликвију изван града.

### Будин зуб у Шри Ланки
Према легенди, Hemamali је реликвију сакрила у украсу за косу а краљевски пар се прерушио у брамане да би се неотривени искрали из града. Испловили су из места Тамралипти, луке из слива реке Ганг, и доспели до Шри Ланке у луку Ланкапатана (данашњи Иланкеитуреи).
Каже се да је Шри Ланка изабрана као нова домовина ове реликвије јер је Буда ову земљу сматрао безбедном за будизам следећих 2500 година.
У време када су Данта и Хемамли доспели на острво, краљ Кирти Сри Мегавана који је владао Шри Ланком, са великом радошћу и поштовањем је дочекао краљевски пар из Индије и свету реликвију. У оквиру своје краљевске палате краљ је саградио светилиште у које је зуб похрањен. Од тада, једном годишње перахера је одржавана са посветом светој реликвији.
Од тада, Шри Ланка је била под претњом освајача (међу којима и краљ Пегу који је понудио португалцима £50 000 за откуп зуба-реликвије), престоница краљевства је измештена из Анурадхапуре у Полонаруву, а потом у Дамбаденију и у друге градове. У свакој новој престоници, било је грађено ново светилиште за чување ове реликвије. Коначно, Будин зуб је донесен у Канду где се и сада налази, у Храм Будиног зуба.
Будин зуб као реликвија је постао симболично отелотворење живог Буде, са свим припадајућим ритуалима, церемонијама и изразима поштовања и наклоности. Ове ритуалне радње се одвијају под надзором двају највиших старешина у хијерархији шриланканског будизма.

## Друге реликвије зуба
Осим Будиног зуба у Кандију, таквих реликвија тврде да имају такође: у Лингуанг храму у Бадачу, Беијинг, Кина; у Фо Гуанг Шан манастиру у Кошиунгу, Тајван; светилишту реликвије Енгаку-ји у Камакура, Јапан; и у храму посвећеном Будином зубу у кинеској четврти у  Сингапуру.